# Dumraon
Dumraon ist eine Stadt im indischen Bundesstaat Bihar.
Die Stadt ist Teil des Distrikts Buxar. Dumraon hat den Status eines Nagar Parishad. Die Stadt ist in 26 Wards gegliedert. Sie hatte am Stichtag der Volkszählung 2011 insgesamt 53.618 Einwohner, von denen 28.498 Männer und 25.120 Frauen waren. Hindus bilden mit einem Anteil von über 83 % die größte Gruppe der Bevölkerung in der Stadt gefolgt von Muslimen mit über 15 %. Die Alphabetisierungsrate lag 2011 bei 71,59 % und damit unter dem nationalen Durchschnitt.
Der Bahnhof von Dumraon liegt am Abschnitt Patna–Mughalsarai der Hauptstrecke Delhi–Hoara.